# Stanko Leben
Stanko Leben (Liubliana, 30 de octubre de 1897 - íd., 14 de julio de 1973), romanista, hispanista, cervantista y traductor esloveno.

## Biografía
Participó en la Primera Guerra Mundial y estuvo prisionero en Italia. Luego estudió Literaturas Románicas y Filosofía en las universidades de Ljubljana y París. En 1923 se graduó en Ljubljana en filosofía, francés e italiano y se doctoró luego en filosofía; trabajó como profesor de secundaria en esa misma ciudad (1924-1932). En 1928 publicó su primera obra. También escribió una Gramática italiana (Ljubljana, 1930) y una Gramática francesa (Ljubljana, 1931). Tradujo obras de las literaturas románicas, en especial del español: Camino de perfección, de Pío Baroja (Lj. 1931) y Sangre y arena, de Vicente Blasco Ibañez (Lj. 1932). También tradujo del inglés. Escribió una Introducción al esloveno (Lj. 1930) y una colección de ensayos.
Federalista, en 1932, durante la dictadura de Alejandro I de Yugoslavia, fue despedido por razones políticas y tuvo que sobrevivir cinco años dedicándose a la tutoría y a los trabajos literarios; entre 1937 y 1938 fue bibliotecario en la Facultad de Derecho de Ljubljana y en este último año se convirtió en editor de lengua italiana en la Universidad de Ljubljana; en 1941 ya era profesor asistente de literatura francesa e italiana y en 1945 asociado; se retiró en 1956.
Realizó la primera traducción íntegra del Don Quijote de Miguel de Cervantes al esloveno, en cuatro tomos publicados en 1935 (I), 1936 (II y III) y 1937 (IV). Esta edición cuenta además con unas valiosas ilustraciones del pintor esloveno Nicolaj Pirnat y una detallada introducción del traductor. Leben volvió a publicar esta versión en un esloveno más actual y con ligeras correcciones en dos volúmenes (1964). Se le deben también más de 50 artículos sobre temas culturales, étnicos y políticos y preparó el libro La educación, un problema esloveno (1932), que fue prohibido durante su impresión.

## Obra
- Visión general de la literatura contemporánea en España, Liubliana, 1929.
- La vida y la obra de Pío Baroja (ensayo introductivo a Camino de perfección), Liubliana 1931.
- Voltaire, el hombre y su trabajo (preludio a la su traducción de Candide de Voltaire), Liubliana 1931.
- Gramática italiana (Liubliana, 1930).
- Introducción al esloveno (Li. 1930).
- Gramática francesa (Liubliana, 1931).
- La educación, un problema esloveno (1932)
- El problema de la Beatriz de Dante, Liubliana, 1940.
- Tutorial de italiano I y II partes, Liubliana, 1941.
- Introducción a la comprensión, disfrute y evaluación de la obra maestra de Cervantes (estudio introductorio a su propia traducción del Don Quijote), Liubliana, 1964.